# Aerobryopsis cochlearifolia
Aerobryopsis cochlearifolia är en bladmossart som beskrevs av Hugh Neville Dixon 1937. Aerobryopsis cochlearifolia ingår i släktet Aerobryopsis och familjen Meteoriaceae. Inga underarter finns listade i Catalogue of Life.